# Хасапіко
Хасапі́ко (грец. χασάπικο) — грецький народний танець з музичним розміром 4/4. 
Нерідко хасапіко також називають χασάπικος χόρος (хасапікос хорос). Етимологія назви хасапіко — грецьке слово «м'ясник» грец. χασάπης. Така назва пояснюється походженням танцю — він був популярним у середовищі гільдії м'ясників у Константинополі у часи Візантії, і спочатку мав назву  μακελλάρικος χορός (макельяпікос хорос), яка досі вживається, але лише на позначення швидкої версії танцю (музичний розмір — 2/4).
Повільна ж версія хасапіко має назву χασάπικο βαρύ (хасапіко варі), її музичний розмір —  4/4.
Хасапіко є основою сіртакі.

## Думка фахівців
Тед Петрідес, відомий дослідник музики та танцю, пише, що «танець варі хасапіко був військовим танцем, який походить від стародавнього танцю Македоно-Фракійського регіону. Рухи повторювали безшумне наближення до ворога, візуальний контакт і бій із ним, і перемогу. Його танцювали для того, щоб підготувати солдатів до битви, навчаючи їх рухатися безшумно, сигнали до рухів передавалися за допомогою торкання».